# Hirișeni
Hirișeni è un comune della Moldavia situato nel distretto di Telenești di 1.768 abitanti al censimento del 2004.